# Serra Madrona

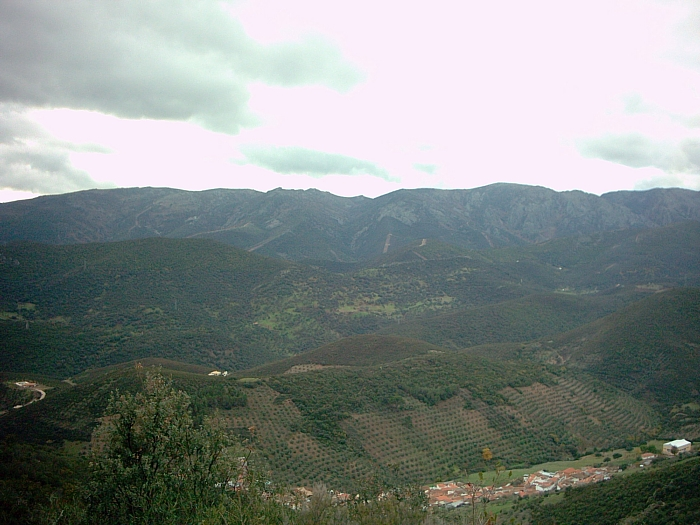
Vista de Serra Madrona des de Los Rehoyos

Serra Madrona, Sierra Madrona, és una serralada de muntanyes situada a la Sierra Morena, enclavada dins la província de Ciudad Real i propera als límits provincial de les províncies de Córdoba i Jaén a Espanya.
Està delimitada per la vall del riu Robledillo i serres de La Solana i Humbria de Alcudia pel nord, per l'est la vall del riu Montoro, pels terrenys adevesats de Serra Morena d'Andújar, Serra Quintana i la comarca de Los Pedroches al sud, i pel corredor del riu Yeguas a l'oest.
Dins de Serra Madrona es troben els cims més alts de la Serra Morena: el pic La Bañuela (o "La Mójina") amb 1.333 msnm, Dormideros, 1.328 msnm i Abulagoso, 1.301 msnm

## Toponímia
Sierra Madrona rep el nom de l'arboç (Arbutus unedo) o "madroña" que hi és molt abundòs.

## Distribució vegetal
Hi ha boscos galeria amb vernedes, moixeres i freixedes més d'alzinars, falgueres (Osmunda regalis), Blechnum spicant i Athyrium filix-foemina.
Els arbusts més característics són els brucs (Erica australis, Erica umbellata) alternant amb estepes de Cistus populifolius iCistus ladanifer, també hi ha romanís i tomanins.
Hi ha els únics boscos de pins Pinus pinaster de la Serra Morena.

### Endemismes de la zona
Endemismes de la zona

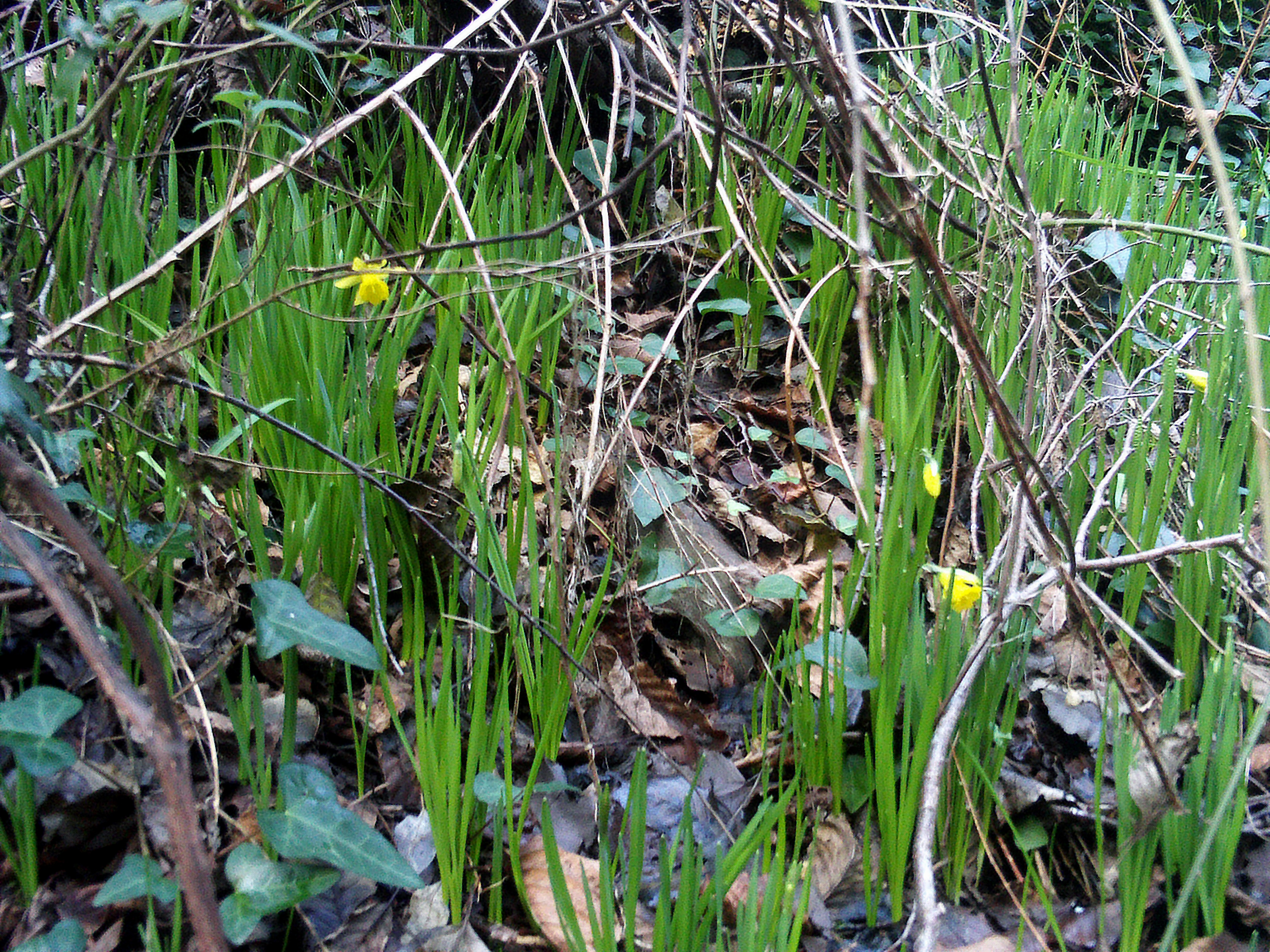
Narcissus munozii-garmendiae
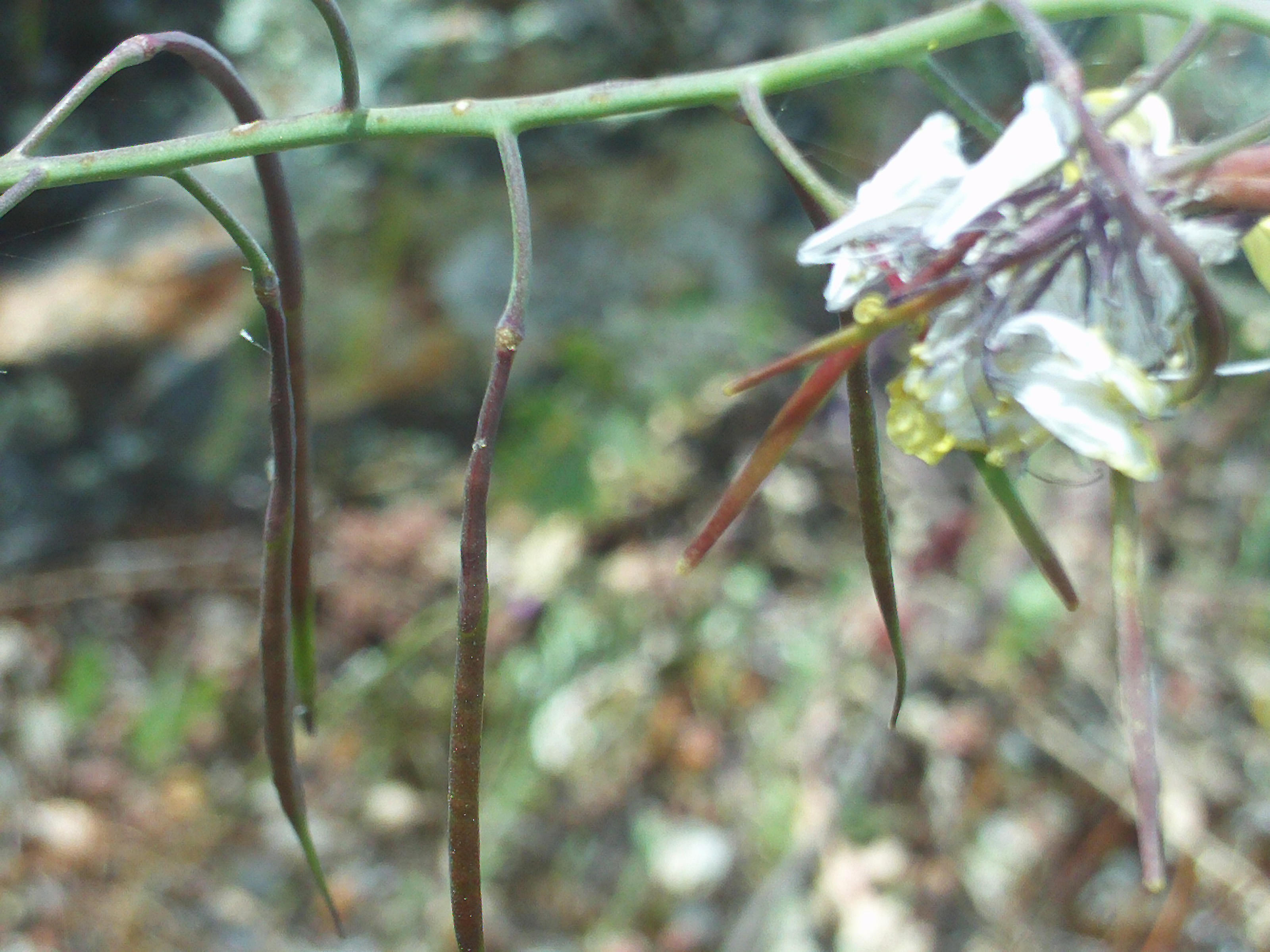
Coincya longirostra
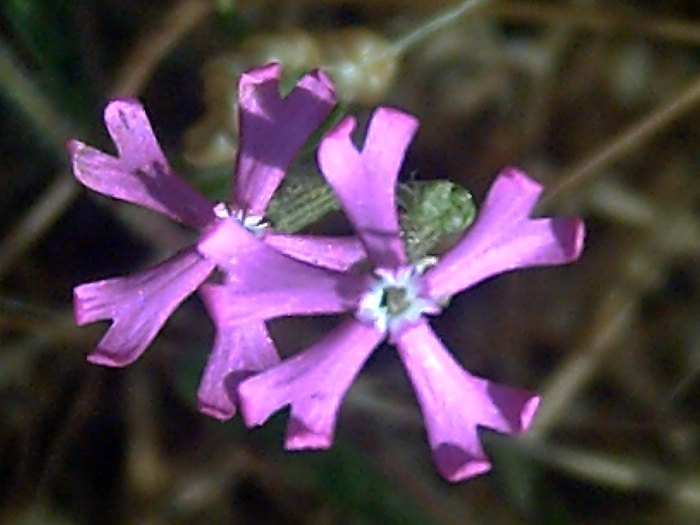
Silene mariana
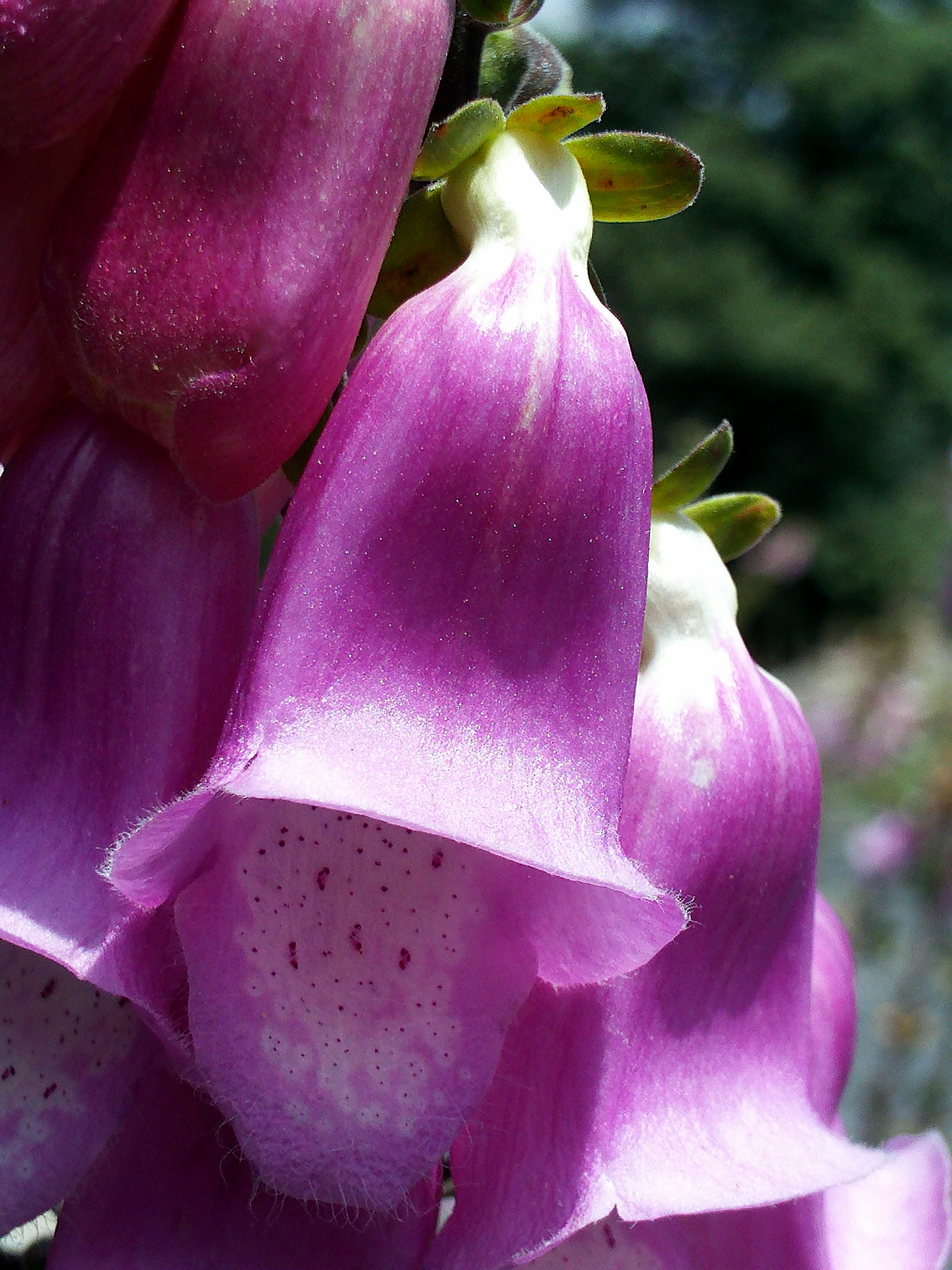
Digitalis purpurea subsp. mariana

## Geologia
Esquists, pissarres, quarsita i alguna grauvaca i arenisques paleozoiques constitueixen la litologia d'aquesta serralada.
Sobre aquests substrats geològics el sòl, sempre àcid, presenta una gran diversitat morfològica.

## Fauna
S'hi cacen senglars, cérvols, cabirols, etc. també hi ha llops linxs Herpestes ichneumon, gatnsilvestre, Genetta genetta, toixó, etc.
L'avifauna consta de l'àguila imperial voltor comú i Accipitridae, etc.

## Història
Hi ha nombroses pintures prehistòriques del Neolític d'estilo esquemàtic, que Henri Breuil catalogà, i sobretot les importants pintures rupestres de Peña Escrita i Bataneros, declarades Monuments del Patrimoni Històric d'Espany el 1924.

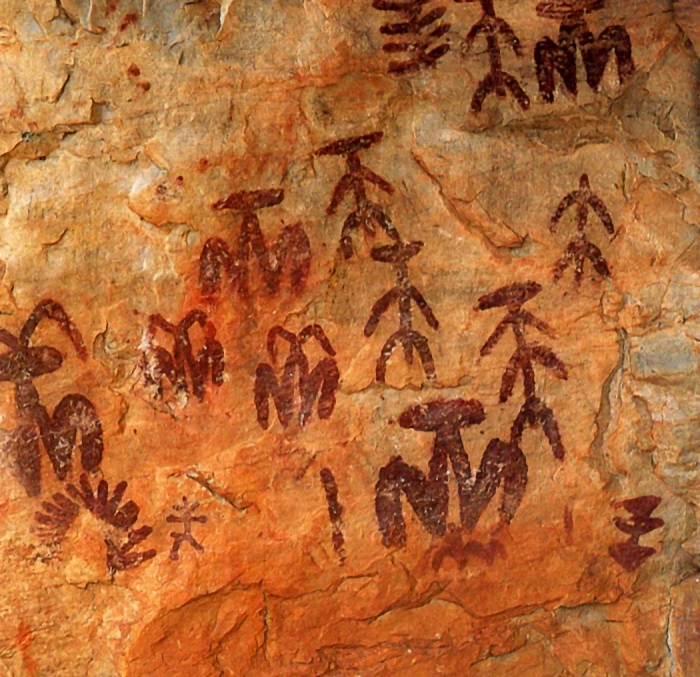
Pintures neolítiques de Peña Escrita, a Fuencaliente (Ciudad Real).
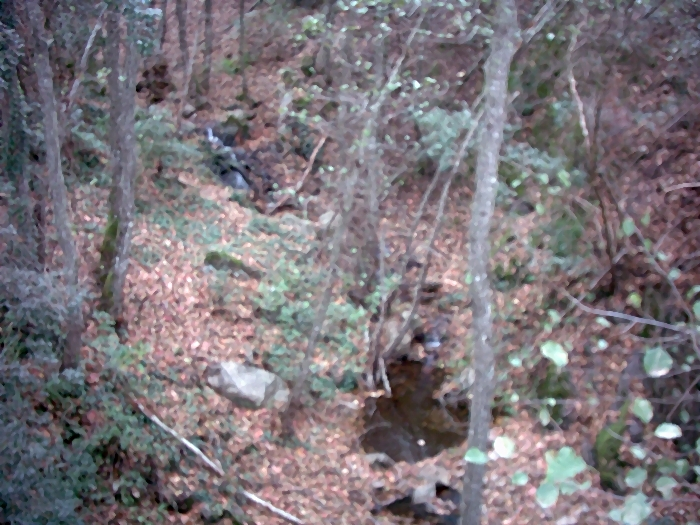
Gola de la font de San Lorenzo a Sierra Madrona.
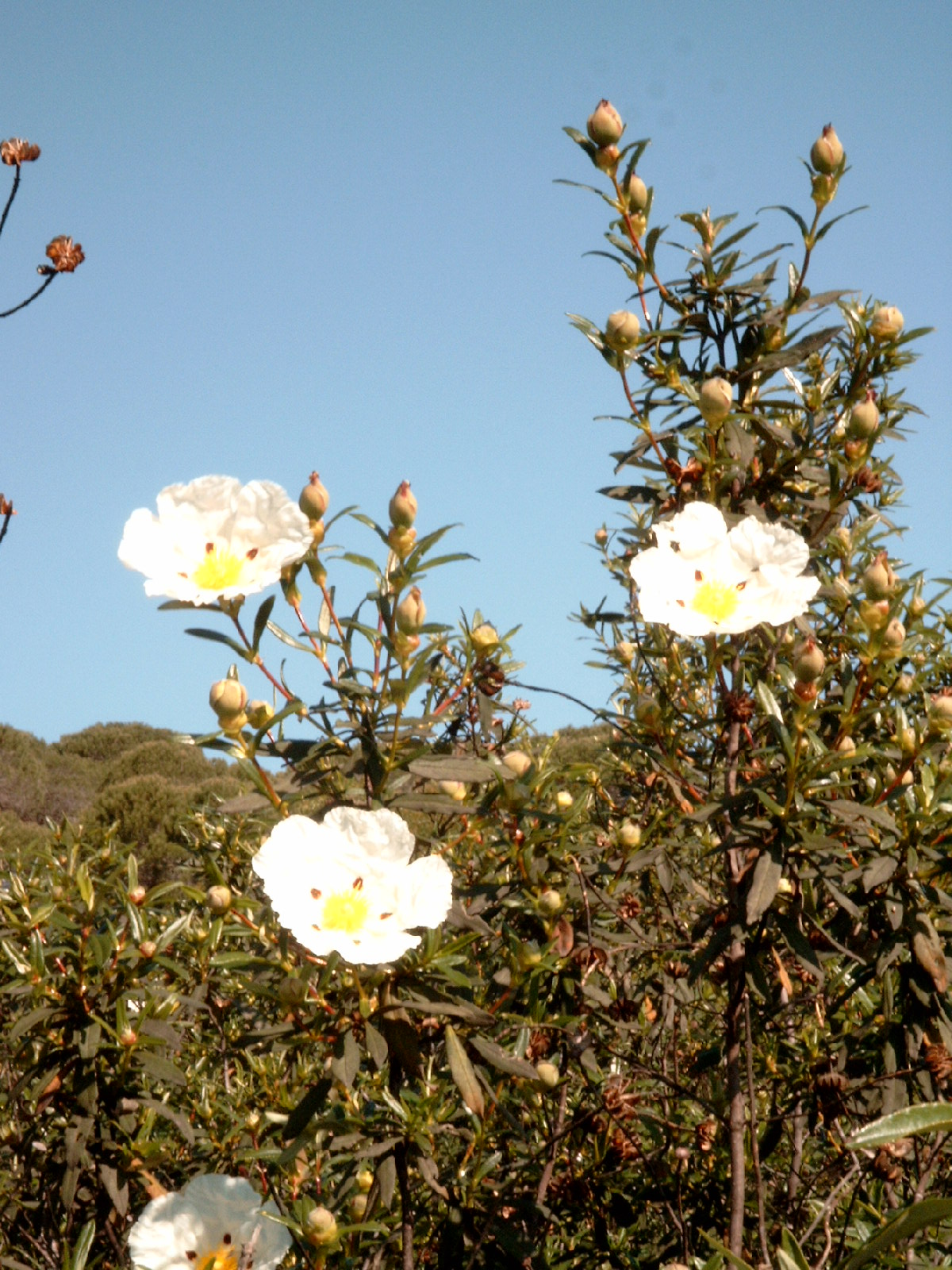
Jara pringosa Cistus ladanifer, abunda a Serra Madrona.